# トライアルかおる!
『トライアルかおる!』は、山本よしふみによる日本の漫画作品。『月刊電撃コミックガオ!』（メディアワークス）にて、1993年2月号（創刊号）より連載。

## ストーリー
静岡県清水市（連載当時。現・静岡市清水区）に本拠を構える暴力団・代紋一家。ところが、その跡取りである高校1年生のかおるは優男のうえに美少年しか興味がなく、硬派の対極にある存在であった。
かおるを一人前の男にしなければ組の存亡に関わると組長であるかおるの父・辰夫が頭を悩ませるのを見かねた若頭の藤堂はかおるを硬派な性格に直すべく、行き倒れになっていた少女・宗和リサを保護しかおるが通う高校に転校させるのだが…。

## 登場人物
代紋 かおる（だいもん かおる）
主人公。清水市立港高校1年生。暴力団・代紋一家の跡取り息子だが顔も性格も女らしく、異性には全く興味がない。信条は「やらないで後悔するよりやって後悔した方がいい」。

宗和 リサ（そうわ リサ）
ヒロイン。高校1年生だが、背が低く小学校高学年ぐらいにしか見えない。行き倒れになっていた所を代紋一家の若頭・藤堂に保護され、かおるに異性との付き合い方を覚えさせ性格を直す命を受けて港高校に転校する。特技は発明で、表向きは量子力学の研究者である父に連れられてアメリカから日本へ戻って来た帰国子女ということになっている。かおるの煮え切らない性格に業を煮やすことが多いがリサ自身は重度のボケ役であり、かおるからツッコミを受けることが日常的になっている。

代紋 辰男（だいもん たつお）
かおるの父で、代紋一家組長。かおるを硬派で男らしい性格に育てたいと望み、事あるごとに筋肉質の肉体を晒しながらスキンシップを試みているが、かおるからは敬遠されている。

藤堂（とうどう）
代紋一家の若頭。美青年で、実務面でも有能だがかおるを立派な組の後継者に育てるという組長の願いを実現すべく日々、かおるに悟られないようにしつつ悪戦苦闘している。

佐藤校長（さとうこうちょう）
港高校の校長。場の雰囲気や話の筋とは全く関係ナシに現れ、ビキニパンツ一丁で筋肉美を晒すおバカな人物。普段は「タッちゃん」と呼ばれている。当時、メディアワークス専務であった佐藤辰男がモデル。

## 書誌情報
- 山本よしふみ『トライアルかおる！』メディアワークス〈電撃コミックス〉、全3巻
  1. 1993年10月初版発行、ISBN 4-07-300305-4
  2. 1994年7月初版発行、ISBN 4-07-301664-4
  3. 1994年11月初版発行、ISBN 4-07-302149-4